# Берёзовка (верхний приток Медведицы)
Берёзовка — река в России, протекает по Аткарскому и Петровскому районам Саратовской области. Исток реки расположен в балке Рычевский овраг, на высоте около 200 метров над уровнем моря. Устье реки находится в 598 км по левому берегу реки Медведица. Длина реки составляет 20 км, площадь водосборного бассейна — 162 км². Высота устья — 157,4 метра над уровнем моря.
На реке расположены населённые пункты: деревни Михайловка, Садовка 2-я, Садовка 1-я, станция Жерновка и село Берёзовка.
По данным государственного водного реестра России относится к Донскому бассейновому округу, водохозяйственный участок реки — Медведица от истока до впадения реки Терса и до устья, речной подбассейн реки — Дон между впадением Хопра и Северского Донца. Речной бассейн реки — Дон (российская часть бассейна).